# Fuldamobil Bambi

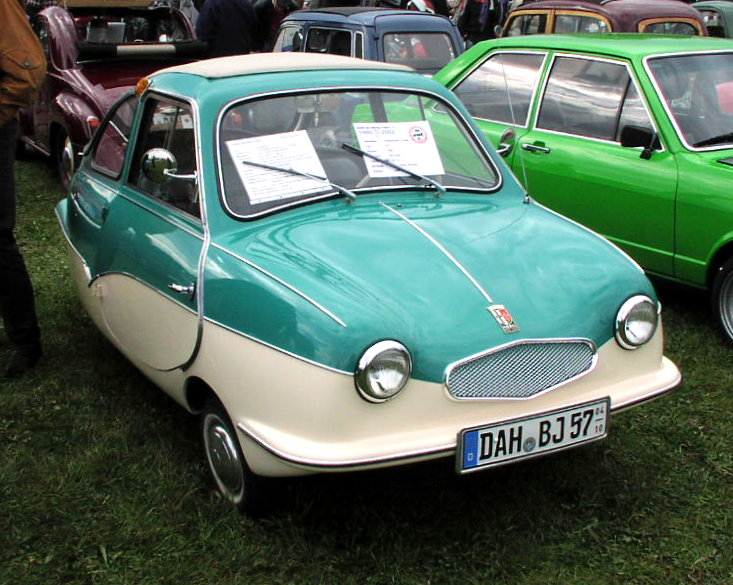

A Bambi Sporty autó, más néven Fuldamobil S6 egy különleges darabja az autózás történetének. Ez a kétajtós német sportkupé nem csupán a dizájnjával, hanem a mikromobilitás forradalmasításával is felhívta magára a figyelmet. A Fulda városában készült jármű a buborékautók egyik legkorábbi képviselője, és bár sokan elfeledték az évtizedek során, ma már igazi gyöngyszemnek számít a veterán autók világában. 

## Története
A Fuldamobil S6 terveit Norbert Stevenson NSZK-s újságíró készítette el, aki egy városi kisautó létrehozására törekedett. Az ötlet megvalósításában Karl Schmitt, a Bosch egyik legismertebb alkatrész kereskedője segédkezett. Az eredmény egy olyan jármű lett, amely nemcsak esztétikus volt, hanem gazdaságos is. A Fuldamobil gyártása során számos változat készült, de az S6 modell vált a legismertebbé.
A korai Type N modellt csupán néhány hónapig gyártották 1951 februárjától júniusáig, mindössze 48 példány készült belőle. Ekkor még fa szerkezettel és furnérlemezekből készült karosszériával rendelkezett. Azonban az autó formaterve nem nyerte el a vásárlók tetszését; sokan hiányolták belőle a motorháztetőt, annak ellenére, hogy farmotoros volt.

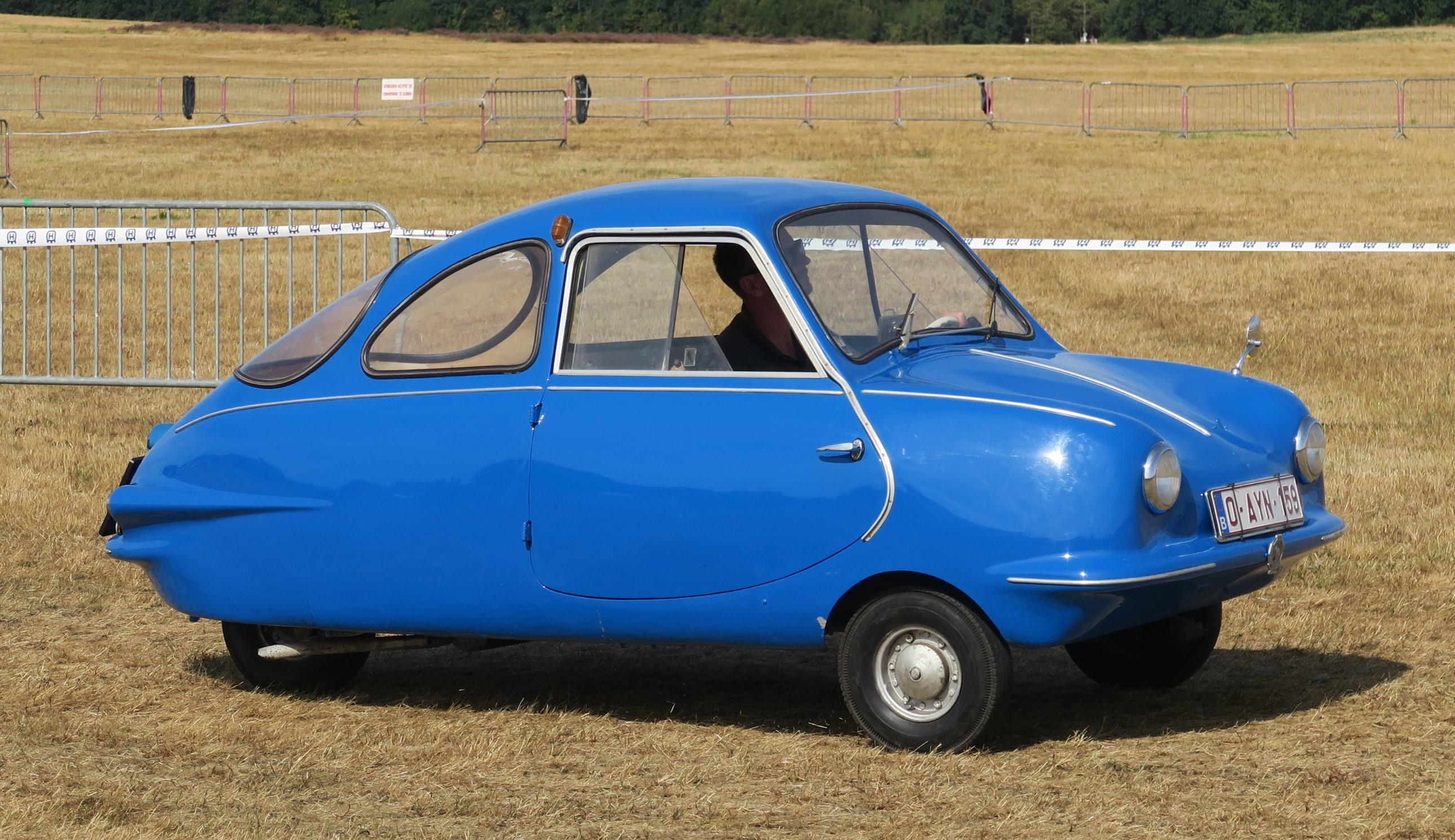

1953 októberében debütált az átdolgozott S6 modell, amely jelentős előrelépést jelentett elődjéhez képest. Az új konstrukció alumíniumból készült, szélesebb kasztnival és ablaktörlővel rendelkezett. Az utastér kialakítása lehetővé tette a két ülés hátradöntését is, így fekvőhelyet biztosított utasainak. Bár az autó motorjának rezonanciája zavaró lehetett, ezt gumival való elválasztással orvosolták. A jármű különlegességei közé tartozott a hátrafelé nyíló "öngyilkos" ajtók és a Sachtól származó kétütemű motor is. A motor teljesítménye 360 köbcenti volt, és egyetlen hátsó kerekét hajtotta meg.
A gyártás jogát több külföldi gyár is megvette. Az Egyesült Királyságban, Chilében és Törökországban: Nobel, Argentínában:  Bambi, Hollandiában: Bambino, Svédországban: FKF (Fram King Fulda) márkanév alatt készültek.

## A buborékautók vége
Az 1960-as évek elejére azonban az emberek kezdtek ráunni a buborékautókra és igazi autókra vágytak. Ennek következtében a Fuldamobil gyártását 1961-re leállították. Manapság az S6 egy ritka kincsnek számít a veterános körökben; restaurált példányainak ára akár 20 ezer euróra is rúghat.
A Fuldamobil S6 nemcsak egy autó volt; ez volt az első buborékautó, amely sok más gyártót inspirált világszerte. Bár sokáig feledésbe merült, ma már kellemes emlékként él tovább az autózás történetében.